# Раммінген
Раммінген (нім. Rammingen) — громада в Німеччині, знаходиться в землі Баден-Вюртемберг. Підпорядковується адміністративному округу Тюбінген. Входить до складу району Альб-Дунай.
Площа — 14,04 км2. Населення становить 1341 ос. (станом на 31 грудня 2020).